# Pasta BHP
Pasta BHP – środek czyszczący w formie pasty, przeznaczony do usuwania silnych zabrudzeń takimi substancjami jak smary, smoła, farby itp. Pasta znalazła głównie zastosowanie w przemyśle, rzemiośle i rolnictwie. Jej związek z miejscem pracy sprawił, że oznacza się ją skrótem BHP. 
Występuje w trzech podstawowych formach:
- mydlana – przeznaczona do usuwania lekkich i średnich zabrudzeń, szczególnie tłustych;
- detergentowa – przeznaczona do usuwania ciężkich zabrudzeń wywołanych tłustymi substancjami takimi jak smary;
- ścierna – z dodatkiem piasku lub trocin, do usuwania ciężkich zabrudzeń wywołanych takimi substancjami jak smoła.

Występują też pasty o właściwościach pośrednich.